# Omar El-Hariri
Omar Mokhtar El-Hariri oder Omar Muchtar el Hariri (arabisch عمر مختار الحريري, DMG ʿUmar Muḫtār al-Ḥarīrī; * 1944; † 2. November 2015 in al-Baida) war ein libyscher Offizier und nach dem Sturz des Diktators Muammar al-Gaddafi Mitglied im Exekutivrat des Nationalen Übergangsrats.

## Biografie
Ursprünglich ein Kampfgefährte Gaddafis, unterstützte Hariri 1969 dessen Putsch gegen König Idris. Im Jahr 1975 plante er wiederum einen Staatsstreich gegen Gaddafi. Als dieser Plan scheiterte, wurden er und 20 Mitverschworene zum Tode verurteilt.

### Haft
Von 1975 bis 1980 saß er als Todeskandidat in Einzelhaft. Seit 1981 teilte er sich eine Zelle mit Ahmed al-Senussi, einem Verwandten von König Idris. Hariris Haftstrafe wurde 1990 in Hausarrest umgewandelt, der bis 2011 bestehen blieb.

### Mitgliedschaft im Nationalen Übergangsrat
Im Zuge des Arabischen Frühlings kam es im Februar 2011 auch in Libyen zu einem Aufstand, in dessen Verlauf, Gaddafi getötet und Hariri nach 36 Jahren Haft befreit wurde. Im darauf folgenden libyschen Bürgerkrieg wurde Major Omar El-Hariri zum strategischen Kopf der Rebellenarmee.
Im Rahmen des Nationalen Übergangsrats setzte er sich für eine Präsidentschaftswahl, ein Parlament und ein Mehrparteiensystem ein. Ende 2015 kam Hariri bei einem Autounfall ums Leben.